# Ilijana Canowa
Ilijana Dimitrowa Canowa, bułg. Илияна Димитрова Цанова (ur. 19 stycznia 1976 w Sofii) – bułgarska ekonomistka, finansistka, urzędnik państwowy i europejski, w 2013 i w 2014 wicepremier.

## Życiorys
Ukończyła w 1998 finanse na Uniwersytecie Gospodarki Narodowej i Światowej w Sofii. W latach 2000–2001 odbyła studia podyplomowe z zarządzania finansami na George Washington University. Od 1996 pracowała w bankowości, w latach 2001–2003 była audytorem w bułgarskim oddziale przedsiębiorstwa Deloitte. Od 2003 do 2015, z przerwami na czas pełnienia funkcji rządowych, zatrudniona w Europejskim Banku Odbudowy i Rozwoju w Londynie. Zajmowała się organizacją i realizacją inwestycji w infrastrukturze głównie na terenie Europy Południowo-Wschodniej w tym przy wykorzystaniu funduszy unijnych. Przewodniczyła radzie dyrektorów funduszu rozwoju infrastruktury miejskiej MIDF.
Dwukrotnie w tymczasowych rządach pełniła funkcję wicepremiera odpowiedzialnego za wykorzystanie funduszy strukturalnych – od marca do maja 2013 w gabinecie Marina Rajkowa i od sierpnia do listopada 2014 w gabinecie Georgiego Bliznaszkiego. W 2015 zajmowała stanowisko dyrektorskie w Europejskim Banku Odbudowy i Rozwoju. W 2016 została zastępcą dyrektora zarządzającego Europejskim Funduszem na rzecz Inwestycji Strategicznych, utworzonym z inicjatywy przewodniczącego Komisji Europejskiej.